# Éclaireurs (film, 2015)
 (août 2021).
Si vous disposez d'ouvrages ou d'articles de référence ou si vous connaissez des sites web de qualité traitant du thème abordé ici, merci de compléter l'article en donnant les références utiles à sa vérifiabilité et en les liant à la section « Notes et références ».
Pour l’article homonyme, voir Éclaireurs.
Série Trilogie de Christophe Hermans sur l'adolescence
Corps étranger
(2011) Victor
(2019)
Pour plus de détails, voir Fiche technique et Distribution.
Éclaireurs est un film documentaire belge francophone de 2015 réalisé par Christophe Hermans.
Le film suit les deux semaines du camp d'été des éclaireurs de Comblain-au-Pont. En plus de montrer les activités traditionnelles d'un camp scout (woodcraft, hike, totémisation, qualification...), le film met également en avant les relations conflictuelles entre les jeunes adolescents.
Éclaireurs est le deuxième film de la trilogie de Christophe Hermans sur l'adolescence, faisant suite à Corps étranger (2011) et précédant Victor (2019).

## Synopsis
C'est l'heure du traditionnel camp d'été pour les scouts de Comblain-au-Pont. Pendant deux semaines, ceux-ci vont vivre entre eux et mener de multiples activités.
La narration se concentre sur cinq scouts : Shiba et Chickaree, le couple qui ne cesse de se disputer et de se réconcilier ; Maureen, pour qui il s'agit du premier camp ; Choucas, toujours motivé et débrouillard ; et Akita, le timide qui peine à s'imposer.

## Fiche technique
- Titre original : Éclaireurs
- Réalisation : Christophe Hermans
- Photographie : Federico D'Ambrosio
- Montage : Joël Mann
- Production : Jean-Yves Roubin, Cassandre Warnauts
- Société de production : Frakas Productions
- Budget : 120 000 euros
- Pays :  Belgique
- Langue : français
- Genre : documentaire
- Durée : 77 minutes (1h17)
- Date de sortie : 24 septembre 2015

## Production
Le film est essentiellement tourné durant la deuxième moitié de juillet 2012 dans le village de Trou de Bra (Lierneux).
La bande-son du film est composée des morceaux Black Bird et Walking on the Road du groupe folk namurois Little X Monkeys.

## Récompenses
- Festival international du film francophone de Namur : Prix du Public (Documentaire)